# Depot von Olbersdorf
Das Depot von Olbersdorf ist ein archäologischer Depotfund aus der Frühbronzezeit, der bei Olbersdorf (Landkreis Görlitz) entdeckt wurde.
Der Hortfund wurde 1778 südöstlich vom Ort und südlich des ehemaligen Vorwerkes auf dem Kaltenstein am Butterhübel entdeckt. Er bestand aus 49 oder 50 Beilen, nur ein Randleistenbeil ist erhalten. Die Datierung auf 1800–1600 v. Chr. weist den Fund der Aunjetitzer Kultur zu.